# Euagathis interdicta
Euagathis interdicta är en stekelart som först beskrevs av Smith 1865.  Euagathis interdicta ingår i släktet Euagathis och familjen bracksteklar. Inga underarter finns listade i Catalogue of Life.